# Janovický mlýn
Janovický mlýn (Braunův mlýn; Horní, Hořejší, Tvrzský mlýn) v Janovicích nad Úhlavou v okrese Klatovy je vodní mlýn, který stojí v jižní části města na potoce Jelenka poblíž hradu Janovice. Od roku 1992 je chráněn jako nemovitá kulturní památka České republiky.

## Historie
Mlýn staršího založení je situován do svažitého terénu, do kterého je na vstupní straně částečně zahlouben. Má zděnou obytnou část a mlýnici vybavenou původním mlecím zařízením s válcovou stolicí. Před štítovým průčelím obytného stavení se nachází propustek; náhon z východní strany mlýna je neregulovaný se zarostlými břehy.
Posledními majiteli byla od roku 1803 rodina Braunova.